# Release the Stars
Release the Stars is een album van de Amerikaanse zanger Rufus Wainwright. Het is zijn vijfde studioalbum en tevens zijn best verkochte. De coverfoto van het album is een detail van het beroemde Pergamonaltaar, te vinden in het Pergamonmuseum te Berlijn.
In de Nederlandse Album top 100 kreeg het een hoogste positie van #27. In de buitenlandse hitlijsten deed Release The Stars het ook beter dan al Wainwright's voorgaande albums. In Engeland #2 en in Amerika #23.

## Tracklist
1. "Do I Disappoint You" – 4:40
2. "Going to a Town" – 4:06
3. "Tiergarten" – 3:26
4. "Nobody's Off the Hook" – 4:27
5. "Between My Legs" – 4:26
6. "Rules and Regulations" – 4:05
7. "Not Ready to Love" – 5:51
8. "Slideshow" – 6:21
9. "Tulsa" – 2:20
10. "Leaving For Paris No. 2" – 4:52
11. "Sanssouci" – 5:16
12. "Release the Stars" – 5:20